# Uşaklı Höyük
Koordinaten: 39° 48′ 46,9″ N, 35° 3′ 9,1″ O

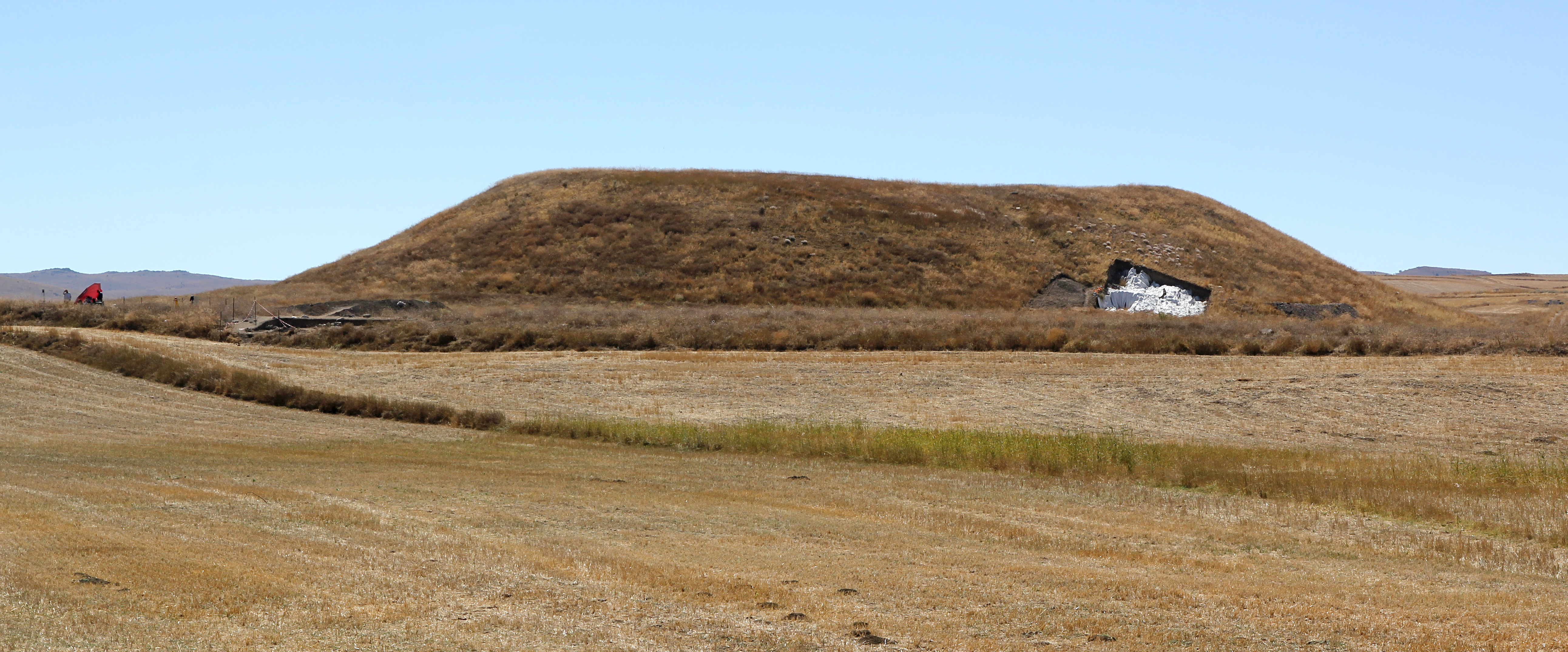
Uşaklı Höyük von Norden

Uşaklı Höyük (auch Kuşaklı Höyük, Uçaklı Höyük) ist ein Siedlungshügel in der Zentraltürkei, der vom späten Chalkolithikum über Bronze- und Eisenzeit bis in römische und byzantinische Zeit bewohnt war. Er wird allgemein mit der hethitischen Stadt Zippalanda identifiziert. Er sollte nicht mit Kuşaklı in der Provinz Sivas verwechselt werden, wo das hethitische Šarišša lokalisiert wird.

## Lage
Der Hügel liegt in einer Ebene, die vom Eğri Dere, einem Nebenfluss des Kanak Su, durchflossen wird, nördlich des Dorfes Büyüktaşlık im Bezirk Sorgun der Provinz Yozgat. Etwa sieben Kilometer südlich liegt in Sichtweite der Kerkenes Dağı, der die Ebene dominiert und mit dem hethitischen Kultberg Daḫa gleichgesetzt wird. Die Entfernung zur nordwestlich gelegenen hethitischen Hauptstadt Ḫattuša beträgt etwa 45 Kilometer, was in antiker Zeit zwei Tagesmärschen entsprach. Der Ort liegt heute etwa zehn Kilometer westlich von Sorgun und ist von der Fernstraße D-200 (E 88) aus zu erreichen.

## Forschungsgeschichte
Der erste Besucher von Uşaklı Höyük war 1926 der Schweizer Hethitologe Emil Forrer, der von Resten einer oberen und einer unteren Mauer berichtet. Ein Jahr später folgte ihm der deutsche vorderasiatische Archäologe Hans Henning von der Osten. In den 1960er Jahren besuchte Piero Meriggi den Hügel. Einen ersten Survey des Ortes unternahmen 1993–1994 Geoffrey und Francoise Summers im Zusammenhang mit den Forschungen des Kerkenes Project. Anhand der bei Oberflächenuntersuchungen gefundenen Keramikscherben konnten sie für Uşaklı eine Besiedlungszeit im 2. sowie im 1. Jahrtausend v. Chr. feststellen mit einer Blütezeit in der hethitischen Periode, der zweiten Hälfte des 2. Jahrtausends. 2002 begannen Archäologen der Universität Florenz einen erneuten Survey einschließlich geomorphologischer und geophysikalischer Untersuchungen, der bis 2012 andauerte. Darauf starteten 2013 schließlich Ausgrabungen unter der Leitung von Stefania Mazzoni, die bis heute (2022) andauern.

## Ausgrabungen
Nach dem Survey wurden auf und um den Hügel vier Bereiche ausgegraben, benannt als Area A bis Area D.

### Area A

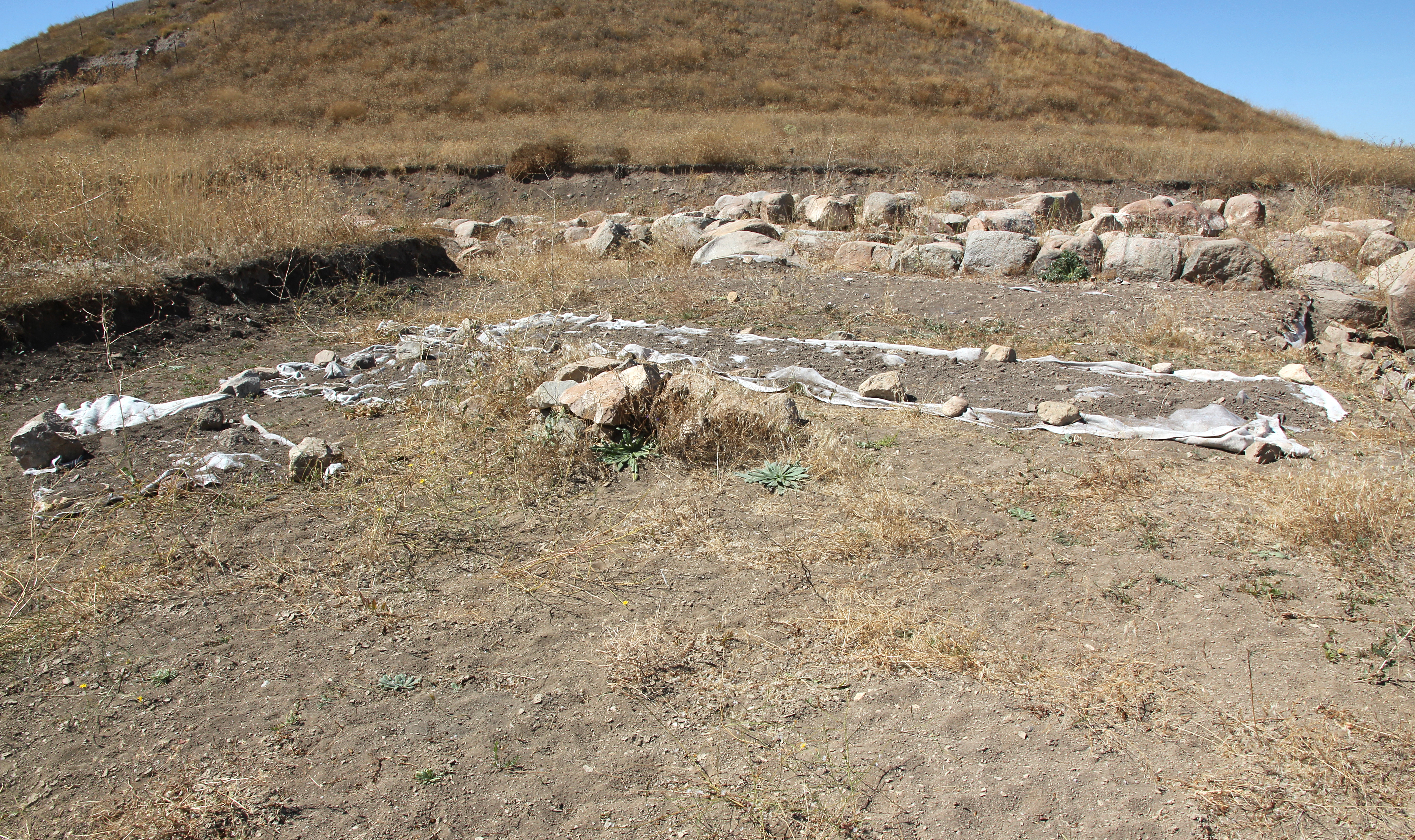
Teile des Tempelgebäudes von Osten – Direkt vor der vorderen Steinreihe, unter einer Folie, befindet sich der Mosaikfußboden

In Area A, auf einer Terrasse im Osten des Hügels, wurde ein als Building II bezeichnetes, monumentales hethitisches Gebäude ergraben. Die geophysikalischen Untersuchungen hatten eine Grundfläche von 875 m² ergeben, wovon etwa 600 m² freigelegt wurden. Es zeigte sich dabei, dass die tatsächliche Fläche wahrscheinlich noch größer war. Das Gebäude hat verschiedene Höfe und darum liegende Räume von unterschiedlicher Form und Größe. Erhalten sind, wie bei hethitischen Bauten üblich, lediglich die mächtigen Steinfundamente, das aufgehende Mauerwerk aus Lehmziegeln ist vergangen. Die gefundene Keramik reicht von hethitischer über phrygische bis in byzantinische Zeit. Die Monumentalität des Gebäudes sowie sein Aufbau weist deutliche Ähnlichkeiten mit den bekannten hethitischen Tempelbauten auf, worauf auch gefundene Keramik hinweist. Das Bauwerk weist keinerlei Spuren von Zerstörung auf und scheint planvoll aufgegeben und geleert worden zu sein. Der Bereich der östlichen Terrasse zeigt außer der Keramik nur wenige Anzeichen einer eisenzeitlichen Nachnutzung auf. Wenn die Identifikation des Ortes al Zippalanda zutrifft, liegt es nahe, in dem Gebäude einen Tempel für den Wettergott von Zippalanda zu sehen.
Im Osten des beschriebenen Gebäudes kam 2018 eine Fußbodenfläche von etwa 3 × 7 Metern ans Licht, die mit einem Mosaik belegt ist. Es besteht aus 3147 Steinen von unterschiedlicher Form und Größe. Die Steine sind flach auf den gestampften Erdboden gelegt, lediglich die Randsteine sind hochkant aufgestellt und bilden so einen schmalen Rahmen. Sie bilden drei Rechtecke, die wiederum aus verschiedenfarbigen – weißen, roten und schwarzblauen – Dreiecken bestehen. Der Rand, der nur in der südöstlichen Ecke gut erhalten ist, scheint aus drei schmalen Bändern in den Farben Weiß, Schwarzblau und nochmals Weiß bestanden zu haben. Da die Ränder des Mosaiks exakt parallel zu den Außenmauern des gesamten Gebäudes ausgerichtet sind, kann als sicher angenommen werden, dass es zur gleichen Zeit entstanden ist, also hethitisch ist. Zwar sind aus dieser Zeit in Anatolien gepflasterte Fußböden beispielsweise aus Kuşaklı (Šarišša), Šapinuwa und Ḫattuša bekannt, für eine mosaikartige Belegung ist Uşaklı jedoch bis jetzt das einzige bekannte Beispiel aus dieser Zeit. Als frühestes bekanntes Mosaik in Anatolien galt bis dahin eine verbrannte Struktur im sogenannten Burned Building im phrygischen Gordion.

### Area B
In Area B, ebenfalls auf der Ostterrase und nur etwa 20 Meter nördlich von Area A, wurde durch die Geoprospektion eine rechteckige Struktur von etwa 710 m² festgestellt. Nachdem eine Fläche von 5 × 5 Metern freigelegt war, kam ein quadratischer Raum aus Trockenmauerwerk zu Tage, der in die späte römische Zeit datiert werden konnte. Zwei Bauphasen waren nachweisbar sowie eine frühere Besiedlung, die aber ebenfalls noch zur nachhethitischen Zeit gehört.

### Area C
In Area C, am Osthang der Hügelkuppe, ist das System der Terrassierungen und Befestigungen aus der Eisenzeit erkennbar. Eine Erdbastion liegt oberhalb eines steinernen Glacis zwischen leicht geschwungenen Mauern aus Ziegelsteinen, deren Oberfläche von einem Raster kleinerer Mauern verstärkt wird. Die hier zusammengetragene Erde stammt aus den Trümmern der bronzezeitlichen Bebauung und zeigt deutliche Spuren eines Feuers. In der darunterliegenden Tonablagerung fand sich Keramik der mittleren Eisenzeit.

### Area D
Area D am Südhang des Hügels birgt ein Gebäude, Building III genannt, das sich nach den Ergebnissen der geomagnetischen Untersuchungen 65 Meter von West nach Ost und 20 Meter von Nord nach Süd erstreckt. Erste Ausgrabungen 2015 brachten zwei Räume mit Erdfußböden ans Licht sowie Spuren einer Umfassungsmauer, die den Höyük umlief. Die Böden der ausgegrabenen Räume im oberen Teil des Hangs liegen mehr als zehn Meter höher als der Erdboden vor der Umfassungsmauer. Das bedeutet, dass Fremde, die sich der Stadt von Süden näherten, auf eine eindrucksvolle, zehn Meter hohe Mauer blickten. In den folgenden Jahren bis 2019 wurde die Grabung nach Westen und Osten erweitert, was zahlreiche weitere Räume zutage förderte. Bei den Ausgrabungen wurden alle Räume leer vorgefunden, das Gebäude wurde demnach aufgegeben und planvoll ausgeräumt. Die Spuren einer Zerstörung durch einen Brand, die überall nachweisbar sind, sind wohl einer späteren Zeit zuzuordnen. Aufgrund der Architektur, der Größe und der Lage sowie wegen Ähnlichkeiten mit dem Palast in Maşat Höyük (Tapikka) halten die Ausgräber den Bau für einen hethitischen Palast.

## Deutung
Der britische Hethitologe Oliver R. Gurney schlug 1995 die Identifikation des Hügels mit dem hethitischen Zippalanda vor. Er bezieht sich dabei auf hethitische Texte, die die Feierlichkeiten zum Frühlingsfest beschreiben. Dabei zieht der Großkönig unter anderem von der Hauptstadt Ḫattuša nach Zippalanda und opfert anschließend am Berg Daha dem dortigen Berggott, um schließlich weiter nach Ankuwa zu reisen. Es besteht weitgehende Einigkeit über die Gleichsetzung des Berges Daha mit Kerkenes sowie von Ankuwa mit Alişar Höyük. Die Entfernungsangaben in den Ritualtexten entsprechen den tatsächlichen Wegen zwischen den genannten Orten. Dieser Identifizierung schließen sich die Ausgräber an.